# Sucé-sur-Erdre
Sucé-sur-Erdre – miejscowość i gmina we Francji, w regionie Kraj Loary, w departamencie Loara Atlantycka.
Według danych na rok 2010 gminę zamieszkiwało 6258 osób, a gęstość zaludnienia wynosiła 151 osób/km².